# Остапівка (Миргородський район)
Оста́півка —  село в Україні, у Миргородському районі Полтавської області. Населення становить 889 осіб. Входить до складу Комишнянської селищної громади. 
Село розташоване на берегах р. Озниці, правої притоки р. Хорол.

## Географія
Село Остапівка знаходиться на берегах річки Озниця, вище за течією примикає село Заводище, нижче за течією на відстані 2 км розташоване село Мелешки. 
На південь села розташована ботанічна пам'ятка природи «Дуб черешчатий». 
На південно-західній околиці села розташоване Остапівське водосховище з площею поверхні понад 200 га та обсягом 5 млн м³, яке було утворене у 1985 році на річці Озниця та 2-х озерах. При створенні водосховища частину жителів Остапівки, чиї будинки потрапили у зону затоплення, було відселено.
У водоймі водиться багато риби. Також на берегах водосховища є лебеді, дикі качки та бобри.
У 2011 році планувалося побудувати на водосховищі насосну станцію, проти чого виступили місцеві громадські активісти.

## Історія
За переписом 1859 року Остапівка — село власницьке і козацьке Миргородського повіту, мало 483 двори, 2821 мешканців, дерев’яну Успенську церква (1874), при ній була бібліотека, попечительство. Жителі села здавна займалися виготовленням мішкової ряднини.
1900 Остапівка в складі Березоволуцької волості Миргородського повіту, мала 612 дворів, 3350 мешканців. У селі діяли козацька і селян-власників громади, земська і церковно-парафіяльна школи, відбувався один раз на рік ярмарок. 1910 року у селі було 564 двори, 3153 мешканці. Під посівами було 1908 десятин.
З 1917 — у складі УНР. З грудня 1919 в Остапівці діяв волосний революц. комітет. 1З 1923 року Остапівка — центр сільради Комишанського р-ну Лубенського округу. 1926 — 683 двори, 3556 мешканців.
1928 в Остапівці було організовано колгосп, який згодом був розділений на три господарства: «Ленін», «Жовтень», «Шлях до соціалізму». Потім через ці колгоспи комуністи модерували акції упокорення голодом, жертвами чого стали сотні людей переважно  похилого віку та діти. 
1941 організатори голодомору утекли із села. Під час німецької окупації знову відкрили церкви, люди не голодували (16.IX.1941—20.II.1943, 18.III.1943—16.IX.1943) Гітлерівці розстріляли 6 чоловік - організаторів комуністичного терору на селі,  до Німеччини евакуювалося 222 чол.
У 1950-му році три колективні господарства об'єдналися в один колгосп ім. В.І.Леніна, 1960 до нього приєднався колгосп «Україна» с. Верхня Будаківка (зерново-буряківничий напрямок, тваринництво). У селі є відділення зв'язку, середня школа, фельдшерсько-акушерський пункт, дитсадок, Будинок культури (на 300 місць), бібліотека (11 014 од. зб.).
У центрі села 1951 року встановлено пам'ятник односельцям, полеглим на фронтах. 1975 у Остапівці споруджено пам'ятник на могилі невідомого воїна, який загинув 1943.
До 2020 року орган місцевого самоврядування — Остапівська сільська рада, якій були підпорядковані населені пункти: Верхня Будаківка, Онацьке, Панченки, Синьощоки.

## Економіка
- «Агротех-Гарантія» (орендує землі навколо Остапівського водосховища)[1].

## Особистості
В селищі народилися:
- Агапіт Борзаковський- архієпископ Новоторзький, вікарій Калінінської єпархії
- Северин Іван Митрофанович - видатний український художник
- Карбан Анатолій Євгенович (1967—2023) — старший сержант Збройних сил України, учасник російсько-української війни.
- Сивирин Анатолій Олексійович - письменник, публіцист, член Національної Спілки письменників та Національної спілки журналістів України